# Kvarteret Billegården

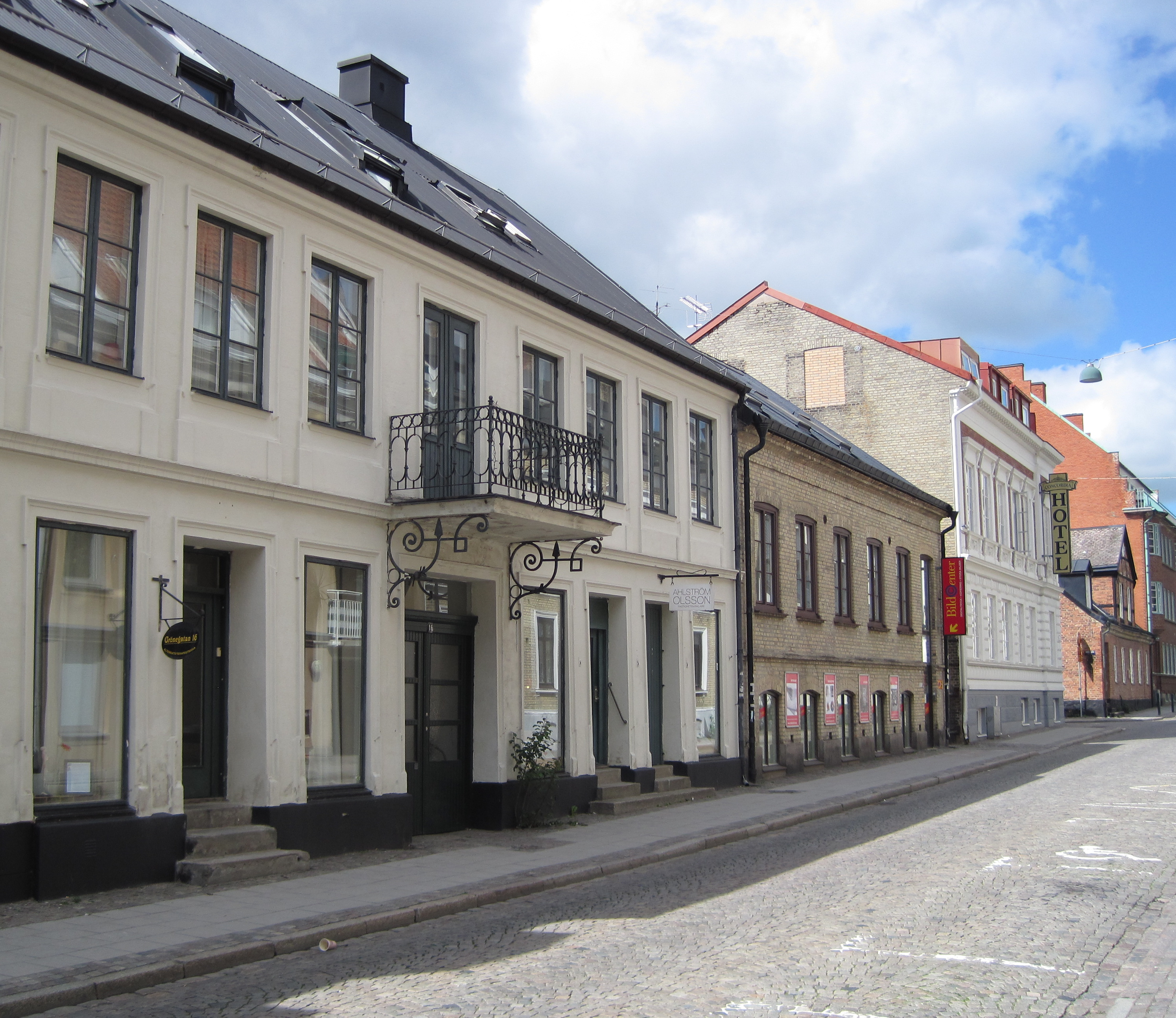
Nordöstra delen av kvarteret Billegården sett från Grönegatan. Byggnaden längst till höger är nuvarande hotell Concordia, vilket tidigare inrymde studenthemmet Micklagård.

Billegården är ett kvarter i Lunds stadskärna, ungefär mittemellan Stortorget och den medeltida stadsvallen.

## Historik
I sydöstra delen av kvarteret låg fram till medeltiden Lilla Sankt Peters kyrka och kyrkogård. Arkeologiska undersökningar har genomförts i området, vilka visar att området var bebyggt redan under 1100-talet. Från tiden före 1800 finns dock ingen bebyggelse bevarad och större delen av byggnadsbeståndet härrör från 1800-talet.  
Kvarteret har fått sitt namn efter adelssläkten Bille som under 1500-talet ägde en gård i norra delen av kvarteret. Billesläkten har sitt ursprung på Själland i Danmark och kom genom ingiften i skånska frälsesläkter att få både inflytande och godsinnehav i Skåne. Gårdens äldsta skriftliga belägg är från 1547 då den omnämns som Torben Billes egen gård. Bille var Lunds sista katolska ärkebiskop. Under slutet av 1500-talet samlades större delen av tomterna i kvarteret genom förvärv av fru Beate Bille, som var brorsdotter till Torben Bille och mor till astronomen Tycho Brahe. 
I den 125 år gamla byggnad som sedan 1982 inrymmer Hotel Concordia bodde den grundlärde professorn Henrik Schück i en pampig våning. Det har berättats att Schück från sin våning förundrade sig över en besynnerlig man, som i gårdshuset mittemot sysslade med kemiska experiment. Det var August Strindberg, fruktlöst arbetande med att söka framställa guld. Under sin tid i Lund, 1897–1898, bodde Strindberg bland annat i en dubblett vid Stålbrogatan, mittemot hotellbyggnaden. Under denna tid skrev Strindberg dramerna "Advent" och "Inferno". Concordia-huset var under flera decennier (från 1920-talet och in på 1960-talet) benämnt Micklagård i studentslangen. Detta var inte taget efter det gamla namnet på Konstantinopel, utan efter "mickel" eller "frimickel", då huset under den tiden var ett frikyrkligt studenthem.
Merparten av kvarteret Billegården inrymmer numera bostäder i bostadsrättsföreningen Billegården.